# Peggy Fears
Peggy Fears est une actrice américaine de comédie musicale, née le 1er juin 1903 à la Nouvelle-Orléans, morte le 24 août 1994 à La Crescenta-Montrose.

## Biographie
Fille d'un père banquier, la famille déménage à Dallas pendant son enfance. À 16 ans, elle prend son indépendance pour une carrière artistique à New York. Jock Whitney, étudiant à l'université Yale, l'emmène au Richman Club où la chanteuse Helen Morgan l'entend chanter et l'encourage à participer aux auditions dirigées par Florenz Ziegfeld.
Débutant dans Have a Heart en 1917, Fears joue dans dix productions de Broadway, dont les Ziegfeld Follies en 1925. Dans No Foolin de Ziegfeld (1926), elle apparaît avec Edna Leedom et les Yacht Club Boys et dans un chœur avec Paulette Goddard, Susan Fleming, Clare Luce et Baby Vogt. En 1932, avec Child of Manhattan (écrit par Preston Sturges), Fears devient productrice à Broadway. Sa seule apparition au cinéma est le rôle de Gaby Aimee dans The Lottery Lover en 1935.

## Vie privée
Le 19 juin 1927, elle épouse Alfred Cleveland Blumenthal (en). Producteurs de Broadway au début des années 1930, ils coproduisent Music in the Air (Musique dans l'air), écrit par Jerome Kern et Oscar Hammerstein II. Le spectacle a eu 342 représentations en 1932-1933.
Blumenthal a gagné 15 millions de dollars au cours des trois premières années de leur mariage. Fears achète cinq voitures Rolls-Royce et un manteau de chinchilla de 65 000 $, ne conservant que 300 $ sur son compte bancaire. Le couple se dispute et se sépare. Ils finissent par se retrouver et renouvellent leurs vœux lors de trois cérémonies de mariage différentes. En 1950, Fears et Blumenthal se séparent définitivement. Fears se produit dans des boîtes de nuit tandis que Blumenthal vit au Mexique.
En dépit de son mariage, Fears est décrite par ceux qui la connaissent comme étant bisexuelle ou lesbienne, préférant principalement la compagnie des femmes dans sa vie privée. Selon l'actrice Louise Brooks, elle et Fears avaient une relation intime, mais Brooks ne s'est jamais autorisée à laisser cette liaison se transformer en une relation sérieuse.
En 1938, sa mère est retrouvée morte d'une asphyxie au gaz par son père.
Fears fait construire le yacht club de Fire Island Pines, à New York. Une partie de la construction est un hôtel en parpaings qui existe toujours. Elle investit 10 000 $ et achète une crique sur Great South Bay. En 1959, elle finit de rembourser sa dette sur sa propriété. Elle est alors évaluée à 350 000 $.
Alors qu'elle réside à Fire Island, elle a une relation amoureuse orageuse avec Tedi Thurman (en), alors jeune mannequin et actrice. Thurman est interviewée sur sa vie avec Fears pour le film documentaire de Crayton Robey, When Ocean Meets Sky (2003), avec Sara Ramirez comme la voix de Peggy Fears. En 1966, elle vend ses actifs à John B. Whyte.
Pendant les années 1980, elle montre des signes de démence et fait des séjours au Rockhaven Sanitarium Historic District, Tedi Thurman lui rend parfois visite.